# Uno Almgren
Axel Uno Valdemar Almgren, född 21 oktober 1887 i Göteborg, död 3 augusti 1945 i Halmstad, var en svensk präst och missionär.

## Biografi
Uno Almgren föddes i ett sjökaptenshem i Lundby på Hisingen. Han avlade den 29 maj 1906 sin studentexamen vid Göteborgs latinläroverk. Hösten samma år inskrevs han vid Göteborgs Högskola där han den 6 december 1907 avlade teol. fil. examen. Vårterminen 1908 inskrevs han vid teologiska fakulteten på Uppsala universitet. Han avlade där teol. kand. examen den 14 september 1910 och var klar med de praktiska teologiska proven den 13 december samma år. Han prästvigdes 1911 och antogs 1912 som Svenska kyrkans missionär i Indien. Under 1913 studerade han först språk i England och Tyskland och sedan tamuliska språk och etnografika i Indien. Han avlade tamuliska språkexamina 1914-1915.

1920.04.0020. Sydindisk bok, skriven på palmblad med tamilsk skrift, ur Världskulturmuseets samlingar.

1926.22.0006. Nötknäckare från södra Indien, ur Världskulturmuseets samlingar.

Under åren 1915-1925 verkade han som missionär i Indien, först 1915-1916 som stationsföreståndare i Pudukkottai i den sydindiska delstaten Tamil Nadu, sedan 1916-1920 i samma befattning vid stationen i Tirupattur. Efter en tids vistelse i Europa med bland annat tre månaders studier i hinduism vid British Museum i London återvände han till Indien där han fortsatte att verka som missionär, 1921 i Trichinopoly (nuvarande Tiruchirappalli), 1922-1925 i Madurai, samt i Pattukkottai och Tranquebar (nuvarande Tharangambadi), men årtalen är oklara. Under åren 1922-1925 var han sekreterare i Indiska Missionsrådet, ledamot av Indiska domkapitlet och rektor för Madurai läroverk. Klimatet blev honom så småningom för hårt och han lämnade Indien och missionsverksamheten i januari 1925.
Förutom missionsarbetet samlade Almgren under sina år i Indien även etnografika. Världskulturmuseet i Göteborg innehar två samlingar (1920.04 och 1926.22) med sammanlagt 73 föremål insamlade av Almgren, bland annat krukor, skedar, spjut, nötknäckare, rökelsekar, statyetter, gudabilder och en sydindisk bok skriven på palmblad.
Efter åren i Indien tillbringade Almgren två år på föredragsresor innan han 1926 blev kyrkoadjunkt i Halmstad och fram till sin utnämning till komminister 1928 tjänstgjorde han som predikant vid Halmstads kronohäkte och försörjningshem. 1928-1938 var han predikant vid Länslasarettet i Halmstad, från 1930 missionsstyrelsens ombud, 1931-1938 regementspastor vid Hallands regemente, 1932-1935 biträdande stiftsadjunkt för ungdomsvården, från 1936 ombud för Svenska Diakonsällskapet, Jerusalemsföreningen och Svenska Israelsmissionen, samt 1938-1940 predikant vid Länslasarettet i Mölndal. Han var kyrkoherde i Mölndal 1937-1940 och i Halmstad 1940-1945.
Almgren gjorde studieresor till England (1913, 1921 & 1929) och Tyskland (1913, 1920, 1925 & 1927). Han avlade tentamen för teol. lic. examen i kyrkohistoria 1934-1935. Han var ordförande i nykterhetsnämnd, medlem i barnavårdsnämnd, redaktör för tidskriften Rotary-Norden (1936-1942 & 1944-1945), samt guvernör för Sveriges Rotary (1942-1944).

## Familj
Uno Almgren var son till sjökapten Axel Erenius Almgren (1856-1926) och Johanna Margareta Gabrielsson (1867-1941) och ättling till dragonen Sven Sadelfast (1768-1837), som var både hans morfarsfar och farfarsfar, då hans föräldrar var kusiner. Han hade 7 syskon – fyra systrar och tre bröder. Han gifte sig den 1 september 1915 med Elizabeth (Elsie) Hermine Gertrud Risch (född 1891 i Bettigeri, Indien, död 1965 i Edsberg), dotter till missionär Herman Risch (1863-1928) och Ida Eugenia Berry (1866-1949). Genom sitt giftermål med Uno slapp Elizabeth ur det krigsfångeläger i Indien som hon, som varande tysk medborgare, hade internerats i under Första Världskriget. Uno och Elizabeth fick åtta barn, varav fyra föddes i Indien.